# エリソルビン酸
エリソルビン酸（Erythorbic acid）はL-アスコルビン酸（ビタミンC）の立体異性体で、5位炭素原子のみの配置が異なるジアステレオマー。イソアスコルビン酸、D-アラボアスコルビン酸とも呼ばれる。ソルビン酸（Sorbic acid）とは関係ない。
アスコルビン酸と同様に、グルコースを元にして合成される。またエリソルビン酸とその塩は同様に毒性が非常に低いので、酸化防止剤として食品添加物に使われている。
還元作用はアスコルビン酸よりも強いが、ビタミンCとしての効力はほとんどない。